# Französische Fußballnationalmannschaft (U-19-Frauen)
Die französische U-19-Fußballnationalmannschaft der Frauen repräsentiert Frankreich im internationalen Frauenfußball. Die Nationalmannschaft untersteht der Fédération Française de Football und wird seit 2021 von Sandrine Ringler trainiert. Der Spitzname der Mannschaft ist Les Bleuettes.
Die Mannschaft wurde 1997 als U-18-Nationalmannschaft gegründet und tritt seit 2001 als U-19-Auswahl für Frankreich an. Mit fünf EM-Titeln 2003, 2010, 2013, 2016 und 2019 zählt das Team zu den erfolgreichsten europäischen Mannschaften dieser Altersklasse, was der U-20-Nationalmannschaft eine regelmäßige Teilnahme an der Weltmeisterschaft ermöglicht.

## Turnierbilanz

### Europameisterschaft
| Jahr   | Gastgeber      | Platzierung                |
| ------ | -------------- | -------------------------- |
| 1998   | mehrere        | Vize-Europameister (U18) 1 |
| 1999   | Schweden       | nicht qualifiziert         |
| 2000   | Frankreich     | 4. Platz (U18) 1           |
| 2001   | Norwegen       | nicht qualifiziert         |
| 2002   | Schweden       | Vize-Europameister         |
| 2003   | Deutschland    | Europameister              |
| 2004   | Finnland       | Gruppenphase               |
| 2005   | Ungarn         | Vize-Europameister         |
| 2006   | Schweiz        | Vize-Europameister         |
| 2007   | Island         | Halbfinale                 |
| 2008   | Frankreich     | Gruppenphase               |
| 2009   | Belarus        | Halbfinale                 |
| 2010   | Nordmazedonien | Europameister              |
| 2011   | Italien        | nicht qualifiziert         |
| 2012   | Türkei         | nicht qualifiziert         |
| 2013   | Wales          | Europameister              |
| 2014   | Norwegen       | nicht qualifiziert         |
| 2015   | Israel         | Halbfinale                 |
| 2016   | Slowakei       | Europameister              |
| 2017   | Nordirland     | Halbfinale                 |
| 2018   | Schweiz        | Vize-Europameister         |
| 2019   | Schottland     | Europameister              |
| 2020 2 | Georgien 2     | – 2                        |
| 2021 2 | Belarus 2      | – 2                        |
| 2022   | Tschechien     | Halbfinale                 |
| 2023   | Belgien        | Halbfinale                 |